# Wildbarren
Der Wildbarren ist ein 1448 m ü. NHN hoher Berg im östlichen Mangfallgebirge (Bayerische Voralpen). Sein Gipfel befindet sich etwa zwei Kilometer westlich des Inns.
Hauptdolomit und Plattenkalk aus der oberen Trias bilden die Hauptgesteinsart des Berges.
Der Wildbarren und das gegenüberliegende Kranzhorn bildeten während der Würmeiszeit das Alpentor des Inntalgletschers.
Er ist durch Wanderwege von den im Inntal gelegenen Orten Kirnstein (Gemeinde Flintsbach am Inn) und Niederaudorf (Gemeinde Oberaudorf) aus zu erreichen.
Am Osthang des Wildbarrens liegt die Ruine der Burg Kirnstein.